# Антигреческие беспорядки в Южной Омахе
Антигреческие беспорядки в Гриктауне в Южной Омахе (Небраска, США) 21 февраля 1909 года — беспорядки на национальной почве, нападение ирландцев на греческий квартал. 3 000 человек были ответственны за убийство одного греческого подростка, уничтожение имущества, вынужденное перемещение всего населения Гриктауна и его поджог. Впоследствии греческий квартал никогда не был восстановлен, и хотя греческая община так и не оправилась от беспорядков, некоторые греки вернулись в Омаху, где продолжают жить и сегодня.
До начала беспорядков в Южной Омахе проживало около 2 000 греческих иммигрантов, которые начали заселяться в городе с 1904 года. К 1909 году представители греческой общины открыли около 30 предприятий малого бизнеса и имели одну православную церковь.

## Предпосылки
19 февраля 1909 года в Южной Омахе во время задержания греческого иммигранта Иоанниса Масуридиса (John Masourides), обвиняемого в том, что он якобы имел половую связь («неподобающие отношения») с 17-летней белой девушкой Лилиан Бриз (в тот период греки в США считались тёмнокожими), у которой он брал уроки английского языка, в результате перестрелки полицейский ирландского происхождения по имени Эдвард Лоури получил огнестрельное ранение со смертельным исходом. Лоури задержал обоих, однако по пути в тюрьму Масуридис достал имевшийся у него пистолет и смертельно ранил офицера. Сам Масуридис также получил ранение.

Более ранние выступления первых местных греческих иммигрантов в качестве штрейкбрехеров стали причиной возмущения и враждебного к ним отношения со стороны представителей многочисленной ирландской общины. Жёлтая пресса, имевшая широкое распространение в Омахе того периода, раздула расистские страсти своими непристойными заголовками о произошедшем инциденте. В газете «Omaha Daily News» была опубликована статья адвоката Джозефа Мёрфи, одного из лидеров местной ирландской общины, в которой он, в частности, писал о греках:
«Их районы находятся в антисанитарном состоянии; они оскорбляют женщин… Сбившиеся в кучи в меблированных комнатах, и живущие с небольшими затратами, греки создают угрозу для американского трудящегося человека — точно так же, как и япошки, итальянцы и другие подобные чернорабочие.»
Заголовок газеты «Omaha World Herald» гласил:
«Эд Лоури, полицейский из Южной Омахи, застрелен греком.»
За напечатанным жирным шрифтом заголовком следовала статья, в которой намекалось на то, что вся греческая община Южной Омахи, а не предполагаемый преступник, несёт за это ответственность, виновна в сложившейся общей обстановке в городе и нарушениях закона, что неизбежно заканчивается подобного рода трагедиями.
После задержания подозреваемого законодатели штата Джеремая Ховард и Дж. П. Краус (один — ирландского происхождения), а также Джозеф Мёрфи созвали массовый митинг из более чем 900 человек. «Обратившись к толпе со страстной речью», они вызвали у собравшихся негативные эмоции в отношении греков. Всё более нарастающая масса людей толпилась вокруг одной из городских тюрем, где удерживался заключённый. Так как держать его там было небезопасно, полиция решила перевезти арестанта в главную тюрьму Омахи. Толпа, последовавшая за выехавшим полицейским фургоном, несколько раз атаковала автомобиль, пытаясь добраться до перевозимого с целью линчевать его.

## Беспорядки
21 февраля разъярённая толпа из более чем 1 000 человек (согласно статье газеты «The New York Times» бунтовавших было 3 000 человек) устроила погром в Гриктауне. В результате беспорядков были разграблены жилые дома, магазины и пр. частные предприятия, избиты мужчины, женщины и дети, сожжены здания в районе. Один греческий мальчик был убит. Всё греческое население Южной Омахи получило предупреждение о необходимости покинуть город в течение одного дня, в противном случае оно подвергалось риску навлечь на себя ярость продолжавшей негодовать толпы, действия которой в ходе насилия полиция контролировать не могла. На запрос к Омахе (тогда отдельному городу) оказать помощь в виде дополнительных полицейских сил стражи порядка Южной Омахи получили отказ. В течение нескольких дней все греки, проживавшие в Южной Омахе, покинули город, перебравшись в основном в Каунсил-Блафс, Су-Сити (Айова) и Солт-Лейк-Сити (Юта).
Помимо греков нападениям подверглись несколько итальянских и румынских иммигрантов, которых бунтовщики приняли за греков.

## Последствия
Вскоре Масуридис предстал перед судом. Он был осуждён и приговорён к смертной казни. Верховный суд Небраски в апелляционном порядке вынес вердикт о невиновности, причиной чему послужила ярость толпы в городе, наличие которой делало невозможным осуществление справедливого судебного процесса. Во время второго рассмотрения дела подсудимый был признан виновным в убийстве второй степени (со смягчающими вину обстоятельствами) и приговорён к 14 годам тюремного заключения. Отбыв 5,5 лет в тюрьме заключённый получил отпуск на выходные от губернатора и депортирован из Соединённых Штатов в Грецию. На суде вице-консул Греции в США попросил федеральное правительство предоставить объяснение изгнанию греков из Омахи, а также неспособности правительства защитить греческих резидентов. Однако разбирательство по данному делу было затянуто, в результате чего никаких объяснений и извинений в итоге не последовало. Кроме того, сообщения о насилии в Южной Омахе стали причиной как минимум двух других антигреческих демонстраций аналогичного характера в Канзас-Сити и Дейтоне (Огайо) в течение недели после инцидента в Омахе.
Законодатели штата Ховард и Краус были оправданы, так как специальный комитет Палаты представителей Небраски вручил им «похвальные грамоты», которыми их действия на митинге, предшествующем бунту, не признавались «опасными или неприличествующими членам августейшего органа законодательной власти штата».
3 февраля 1916 года Конгресс США принял решение о выплате компенсации в $ 40 000 грекам, ставшим жертвами беспорядков в Южной Омахе, хотя запрашиваемая сумма составляла более $ 280 000.